# Léonard Morel-Ladeuil
Léonard Morel-Ladeuil (ur. w 1820 w Clermont-Ferrand, zm. 15 marca 1888) – francuski złotnik, rzeźbiarz i cyzeler.

## Ważniejsze prace
- Waza „Dance of the Willis”.
- Srebrna waza „Night came Day”.
- Waza „Inventions”.
- Talerz „Dreams”, który został zamówiony przez władze miasta Birmingham jako prezent ślubny dla księcia i księżnej Walii.
- Puklerz zdobiony scenami z VI księgi „Raju utraconego” Johna Miltona (wspólnie z Józefem Hakowskim, ok. 1865), obecnie w Muzeum Wiktorii i Alberta w Londynie[1].
- Waza „Helicon Vase” wykonana ze stali, srebra i złota.
- „A Pompeian Lady at her Toilet”, wykonana na Wystawę Filadelfijską (1876).
- Tarcza „Bunyan Shield” (1878).

- Płaskorzeźby „The Merry Wives of Windsor”, „The Merchant of Venice” i „Much Ado about Nothing”.

W sumie, poza pracami ze wczesnej młodości, Léonard Morel-Ladeuil wykonał 35 dzieł.